# Stazione di Susegana
Stazione di Susegana vasútállomás Olaszországban, Veneto régióban, Susegana településen.

## Vasútvonalak
Az állomást az alábbi vasútvonalak érintik:
- Velence–Udine-vasútvonal
- Montebelluna-Susegana-vasútvonal

## Kapcsolódó állomások
A vasútállomáshoz az alábbi állomások vannak a legközelebb: 
- Stazione di Conegliano (Stazione di Udine, Velence–Udine-vasútvonal)
- Stazione di Spresiano (Stazione di Venezia Santa Lucia, Velence–Udine-vasútvonal)
- Nervesa railway station (Stazione di Montebelluna, Montebelluna-Susegana-vasútvonal)